# Конфетти (альбом)
«Конфетти» — четвёртый студийный альбом российской певицы Наташи Королёвой, выпущенный на лейбле «Союз» в 1995 году. В следующем году альбом был переиздан с дополнительным треком — попурри на старые хиты певицы.

## Отзывы и признание
В журнале «Афиша» включили альбом в свой список «30 лучших русских поп-альбомов» написав, что «это не альбом, а удар копытом золотой антилопы, кладезь архетипических образов. Большинство песен по прошествии времени кажутся чистейшим фольклором, диковатым плодом народного сознания. Простоватая и боевито настроенная пышечка сполна выразила сокровенные чувства постсоветских женщин».
Журналист Александр Горбачёв в своей книге «Не надо стесняться. История постсоветской поп-музыки в 169 песнях» о песне «Маленькая страна» написал следующее: «„Маленькая страна“, с одной стороны, и сейчас звучит как почти идеальная, невинная без наигранности детская песня. С другой — её можно поставить в один ряд с „Мальчиком-бродягой“ Андрея Губина и увязать с общественными настроениями эпохи: тот же мотив поисков другой, лучшей реальности; та же томительная неизвестность („Кто мне расскажет, где она?“); тот же инфантильный оптимизм». В газете «Комсомольская правда» также включили песню «Маленькая страна» в список лучших у Королёвой, отметив, что несмотря на то, что практически весь альбом «Конфетти» состоит из хитов, эту песню не затмила ни одна другая.
Песня «Конфетти» стала лауреатом фестиваля «Песня года» в 1995 году, в «Маленькая страна» — в 1996 году.

## Список композиций
Слова и музыка всех песен — Игоря Николаева, за исключением отмеченных.
| №                   | Название              | Текст песни          | Музыка                       | Длительность |
| ------------------- | --------------------- | -------------------- | ---------------------------- | ------------ |
| 1.                  | «Подсолнухи»          |                      |                              | 4:34         |
| 2.                  | «Конфетти»            |                      |                              | 3:13         |
| 3.                  | «Голубой топаз»       |                      |                              | 4:07         |
| 4.                  | «Маленькая страна»    | Илья Резник          |                              | 3:50         |
| 5.                  | «Неужели это я»       |                      |                              | 3:54         |
| 6.                  | «Краденные яблочки»   |                      |                              | 3:51         |
| 7.                  | «Мужичок с гармошкой» | Наташа Королёва      |                              | 2:55         |
| 8.                  | «Тучка»               | Константин Осауленко | Константин Осауленко         | 3:58         |
| 9.                  | «Три желанья»         |                      | Александр Менке, Томас Менке | 3:32         |
| 10.                 | «Янтарь»              |                      |                              | 5:09         |
| Общая длительность: | Общая длительность:   | Общая длительность:  | Общая длительность:          | 39:03        |

| №                   | Название                                    | Длительность |
| ------------------- | ------------------------------------------- | ------------ |
| 11.                 | «Сюрприз!!! (Мои старенькие любимые песни)» | 5:20         |
| Общая длительность: | Общая длительность:                         | 44:23        |

## Участники записи
- Наташа Королёва — вокал
- Александр Менке — аранжировка (1), звукорежиссёр (1)
- Игорь Николаев — аранжировка (3, 5)
- Язнур Гарипов — аранжировка (10), звукорежиссёр (2, 10)
- Юрий Богданов — звукорежиссёр (3, 5)
- Иван Смирнов — гитара (3, 5)
- Михаил Педченко — саксофон (1)
- Андрей Субботин — мастеринг

Сведения взяты из аннотации к альбому.